# Heather Whitestone
Pour les articles homonymes, voir Whitestone.
Heather Whitestone (née Heather Leigh Whitestone McCallum le 24 février 1973 à Dothan en Alabama) est élue Miss America à l'élection de Miss America 1995. Elle est la première sourde élue Miss America ; elle utilise la langue des signes américaine.